# Paretroplus maculatus
Paretroplus maculatus är en fiskart som beskrevs av Kiener och Maugé, 1966. Paretroplus maculatus ingår i släktet Paretroplus och familjen Cichlidae. IUCN kategoriserar arten globalt som akut hotad. Inga underarter finns listade i Catalogue of Life.